# 결장창냄술

결장창냄술(colostomy)은 대장의 종양이나 외상, 염증성 질환, 선천성기형 등으로 정상적인 배변을 할 수 없는 경우에 일시적 또는 영구적인 방법으로 복부표면에 장을 노출시켜 인공적인 항문을 만들어 주는 수수법을 말한다.